# Cloison
Cet article concerne les cloisons dans une maison. Pour les cloisons d'un navire, voir Cloison (bateau).
Une cloison est une séparation qui se fait dans un appartement, dans une maison, en maçonnerie, charpenterie ou menuiserie. Elle peut ou non reprendre des charges et si elle n'en reprend pas, elle peut être facilement démolie en cas de changement d'affectation du bâtiment. Une cloison peut être amovible.

## Cloisons anciennes

Cloison dans une prison américaine

En construction traditionnelle, les cloisons désignaient toute séparation d'une pièce d'appartement d'avec les autres. Elles  étaient généralement constituées de poteaux en bois formant la structure, de briques ou de petits moellons, posés sur champs assurant le remplissage, le tout étant recouvert de plâtre.
On appelait « hourdage », terme qui a donné hourdis, « la maçonnerie qui se fait avec plâtras et plâtre ou mortier en remplissage des poteaux de pan de bois, de cloisons, mais aussi entre les solives des planchers, ainsi que celle qui se fait avec des “petits garnis” (des petits moellons) ou avec du plâtre pur entre les ais ou tringles des cloisons à claire-voie ».
Il y avait différentes sortes de cloisons :
- cloisons de charpente et pans de bois. Ceux-ci sont hourdés plein, lattés à claire-voie et recouverts en plâtre[M 1] ;
- cloison sourde ou cloison creuse. Cloison dont les intervalles entre les poteaux ne sont point hourdés ; cette cloison est lattée jointive et recouverte[M 1] ;
- cloison à claire-voie. Cloisons qui sont faites de planches brutes en bois de bateau, posées tant plein que vide dans les coulisses haut et bas, et retenues par des entretoises, sur lesquelles on attache des lattes qu'on recouvre de plâtre. On les nomme aussi hourdées, parce qu'elles sont toujours recouvertes de plâtre[M 3],[M 4] ;
- cloison ravalée. Cloison qui est recouverte ou enduite en plâtre ou mortier[M 4].

En termes de menuiserie
- cloison pleine : cloison qui est formée de planches de sapin ou de chêne assemblées ou non, à rainures et languettes, pour une séparation d’alcôve, de cabinet ou de chambre[N 1] ;
- cloison vitrée : cloison qui est à panneaux par le bas, et avec des petits montants et traverses par le haut pour recevoir les verres. On l'emploie pour séparation dans une boutique[N 1] ;
- cloison grillée : cloison à panneaux par le bas, et au lieu de panneau par le haut est un grillage en fil de fer ou de laiton pour distribution de bureau et de couloir[N 2] ;
- cloison de clôture : cloison qui se fait en planches brutes et qui renferme un terrain. Barrière[N 2] ;
- cloison provisionnelle : cloison qui se fait de planches brutes qu'on place au-devant d'une maison qu'on construit ou qu'on rétablit. Barrière[N 2].

## Cloison moderne
On distingue :
Cloison pleine
ces cloisons sont réalisées en bloc de béton de faible épaisseur, en bloc de plâtre, en panneaux légers ou en structures légères, en bois ou en acier, couvertes de plaques de plâtre ou similaire. Dans ce dernier cas, les cloisons peuvent être isolées thermiquement entre poteaux et acoustiquement en doublant leur épaisseur.
Cloison à claire-voie
Cloison laissant passer le jour

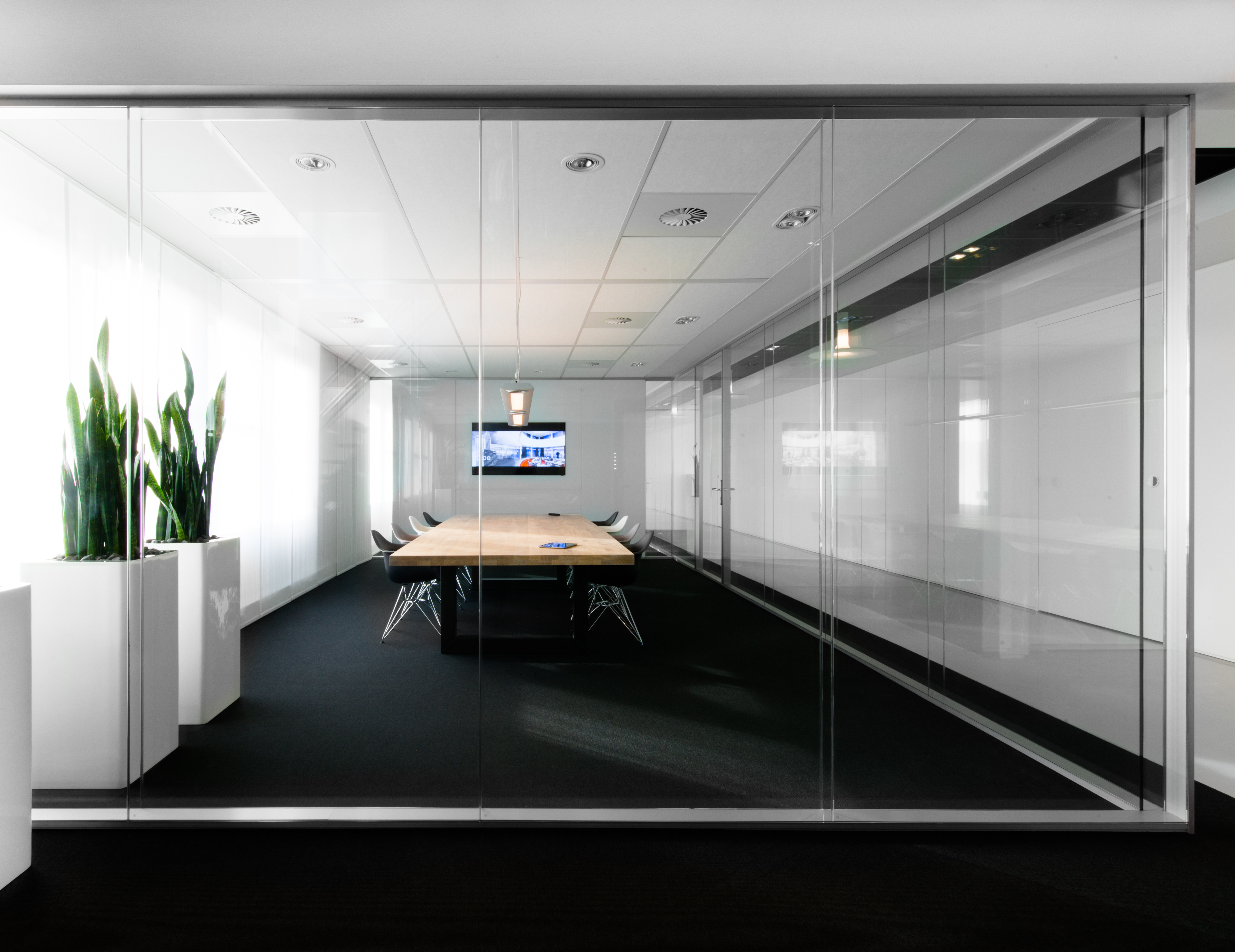
Cloison vitrée
Cloison principalement constituée de vitrage. On parle aussi de « paroi vitrée ».
Cloison semi-porteuse
cloison qui, à la suite notamment d'un affaissement, a acquis des fonctions porteuses, tel un mur porteur, supportant ainsi un plancher ou une charpente.